# 大和田村 (愛知県)
大和田村（おおわだむら）は、愛知県南設楽郡にあった村。現在の新城市の一部にあたる。

## 地理
彦坊山の南麓、巴川流域に位置していた。

## 歴史
- 1889年（明治22年）10月1日、町村制の施行により、南設楽郡大和田村が単独で村制施行し、大和田村が発足[1][2]。大字は編成せず[2]。高松村、田代村、杉平村、保永村、荒原村と組合村を結成[2]。組合村役場を杉平村に設置[3]。
- 1906年（明治39年）5月1日、南設楽郡巴村、田原村、菅沼村、高松村、田代村、杉平村、保永村、荒原村と合併し、作手村を新設して廃止された[1][2]。合併後、作手村大和田となる[2]。

## 産業
- 農業[2]